# Valērijs Šabala
Valērijs Šabala, né le 12 octobre 1994 à Riga, est un footballeur international letton. Il occupe actuellement le poste d'attaquant au Chojniczanka Chojnice .

## Palmarès
- Meilleur buteur du championnat de Pologne D2 en 2018-2019, avec le Podbeskidzie Bielsko-Biała.